# Loma del Gallo, Veracruz
Loma del Gallo är en ort i Mexiko.   Den ligger i kommunen Tempoal och delstaten Veracruz, i den sydöstra delen av landet, 240 km norr om huvudstaden Mexico City. Loma del Gallo ligger 55 meter över havet och antalet invånare är 268.
Terrängen runt Loma del Gallo är platt. Runt Loma del Gallo är det ganska tätbefolkat, med 75 invånare per kvadratkilometer. Närmaste större samhälle är Tantoyuca, 16,9 km sydost om Loma del Gallo. Omgivningarna runt Loma del Gallo är en mosaik av jordbruksmark och naturlig växtlighet.